# Park Narodowy „Ziemla leoparda”

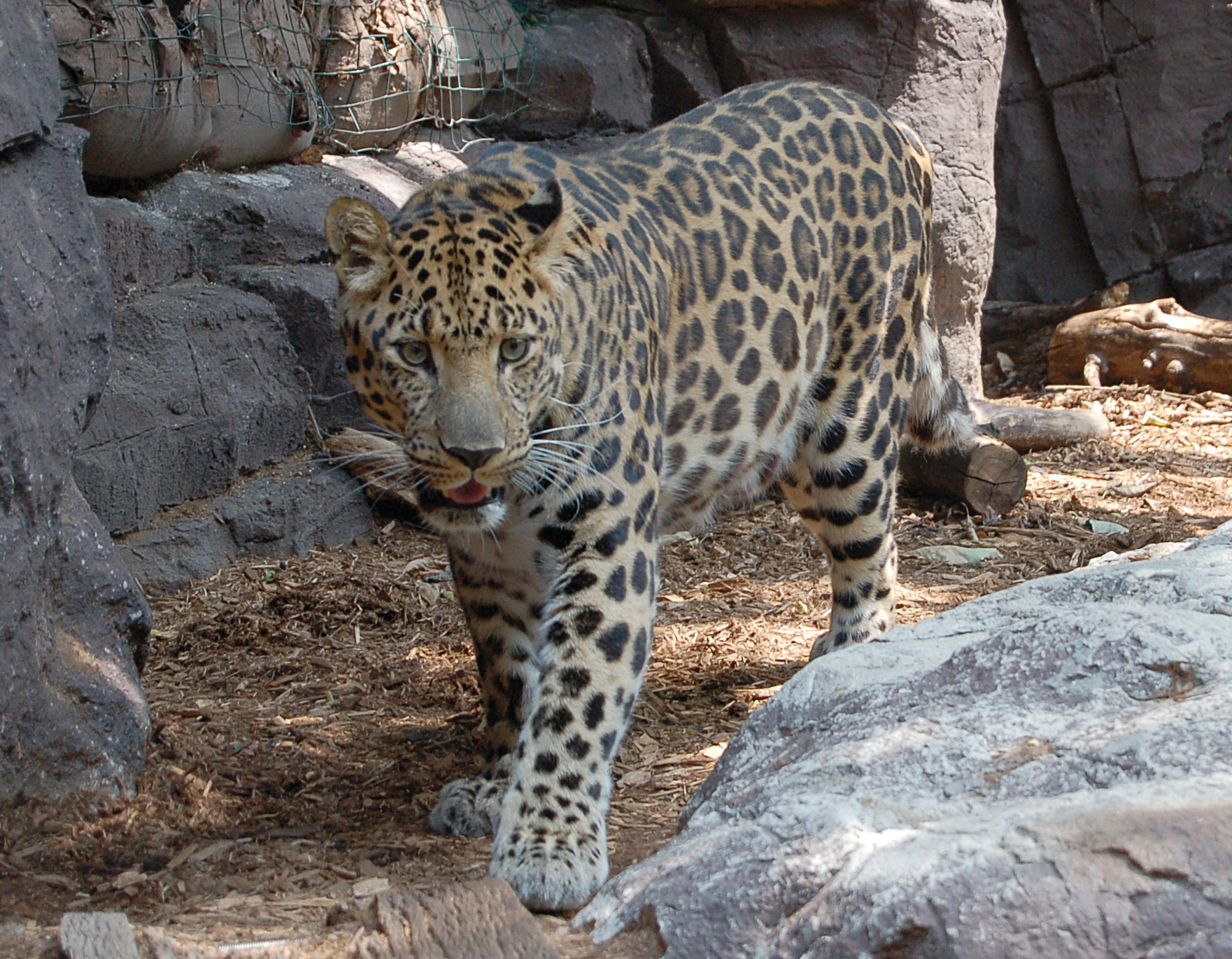
Lampart amurski

Park Narodowy „Ziemla leoparda” (ros. Национальный парк «Земля леопарда») – park narodowy w Kraju Nadmorskim w Rosji. Jego obszar wynosi 2619 km². Park został utworzony dekretem rządu Federacji Rosyjskiej z dnia 5 kwietnia 2012 roku. Jest kontynuacją jednego z najstarszych zapowiedników w Rosji, którego początki sięgają 1910 roku. Z Rezerwatem biosfery „Kiedrowaja Pad´” ma wspólną dyrekcję we Władywostoku.

## Opis
Obszar parku znajduje się między Morzem Japońskim a granicą rosyjsko-chińską. Jest to teren wyżynny, pokryty mieszanymi lasami Mandżurii. Głównym zadaniem parku jest zachowanie i odnowienie jedynej na świecie populacji lamparta amurskiego (Panthera pardus orientalis). Przed powstaniem parku liczba tych kotów wynosiła około 30 osobników, ale już w 2013 roku zarejestrowano około 50 lampartów. Ponadto teren parku zamieszkuje drugi z dużych kotów zagrożonych wyginięciem – tygrys syberyjski (około 20 osobników).
Teren parku charakteryzuje się bogatą różnorodnością flory i fauny. Żyją tu 54 gatunki ssaków, 184 gatunki ptaków, 7 gatunków płazów, 8 gatunków gadów, 12 gatunków ryb, 940 gatunków roślin naczyniowych, 283 gatunki słodkowodnych alg, 251 gatunków porostów, 179 mchów i 1914 gatunków grzybów.
Oprócz tygrysów i lampartów park zamieszkują m.in. niedźwiedzie himalajskie, niedźwiedzie brunatne, jelenie, rysie i wydry.
Rośnie tu 82 gatunków roślin naczyniowych należących do rzadkich i chronionych.

## Klimat
Średnia roczna temperatura powietrza +4,0 °C. Najzimniejszym miesiącem w roku jest styczeń o średniej temperaturze –15,0 °C, najcieplejszym jest sierpień ze średnią temperaturą +20,1 °C.
Średnia suma opadów to około 820 mm rocznie.